# Stephen Keshi
Stephen Keshi (Azare, 1962. január 23. – Benin City, 2016. június 8.) volt válogatott nigériai labdarúgó, edző.

## Pályafutása
Keshi játékosként 64-szer szerepelt a nigériai válogatottban, edzőként háromszor volt togói szövetségi kapitány, de Malit és Nigériát is irányította. Utóbbival 2013-ban Afrikai Nemzetek Kupáját nyert, és a 2014-es labdarúgó-világbajnokságon a nyolcaddöntőig menetelt.
A 2012-ben elhunyt egyiptomi Mahmoud El-Gohary mellett ő az egyetlen, aki játékosként és edzőként is ANK-aranyérmet szerzett.

## Halála
2016. június 8-án Nigériában, Benin Cityben hunyt el. Halálát hirtelen szívmegállás okozta.